# Tryal by Fire (episodio de The Outer Limits)
Tryal by Fire es el décimo episodio de la segunda temporada de la serie de televisión de The Outer Limits. Originalmente estrenado el 1 de marzo de 1996 en Canadá y en EE. UU. el 22 del mismo mes. Está dirigido por Jonathan Glassner y escrito por Brad Wright, quien ya escribiera otros guiones de la serie.
El episodio trata sobre las medidas que se podrían tomar si un objeto no identificado se acercara a la Tierra a gran velocidad. En el mismo aparecen Teryl Rothery y Bruce Harwood quienes trabajarían después en un episodio de Stargate SG-1 titulado Frozen.
En IMDb.com tiene una votación de  basado en 50 votos de los usuarios, mientras que en TV.com tiene una votación de  de 32 votos.

## Voz en off
Como casi siempre en la serie después del título del episodio y al final del mismo Kevin Conway en su versión original pronuncia dos textos que se relacionan con la trama del episodio.
Voz en off inicial

Is man the center of the Universe made in the image of his God? Or is mankind merely the temporary occupant of an insignificant world about to be extinguished?
Kevin ConwayTrial by Fire (inicio)

Voz en off final

To those who would fail to heed their own words be warned: you never know who's listening.
Kevin ConwayTrial by Fire (final)

## Argumento
Un Objeto volador no identificado se dirige hacia la Tierra a gran velocidad, para decidir sobre qué hacer se lleva al Presidente de los EE. UU. a un búnker bajo tierra.

## Producción

### Error de continuidad
En un momento dado la Tierra recibe un mensaje de los alienígenas. En princicipio el mensaje no puede entenderse porque está en otro idioma, pero al final del episodio se dice que el mensaje estaba todo el tiempo en inglés. Si esto es así, los alienígenas podían entender el idioma con lo que no tiene sentido que no respetaran la petición del presidente.

## Reparto
| Actor                                    | Personaje                 |
| ---------------------------------------- | ------------------------- |
| Robert Foxworth                          | Presidente Charles Halsey |
| Ian Tracey                               | Mr. Tarquin               |
| Lawrence Dane                            | General Covington         |
| Teryl Rothery                            | Janet Preston             |
| Dale Wilson                              | General NORAD             |
| Diana Scarwid                            | Elizabeth Halsey          |
| Claire Riley                             | News Anchor               |
| David Bloom                              | Experto                   |
| Bruce Harwood                            | Dr. Norris                |
| Jason Gray-Stanford                      | Airman                    |
| Scott McNeil                             | Astronauta                |
| Ewan 'Sudsy' Clark como Sudsy Ewan Clark | congresista               |